# Jesús María Espinosa
Jesús María Espinosa Fernández (Belalcázar, Páez, Cauca, 10 de agosto de 1908-Cali, 14 de julio de 1995) fue un pintor y muralista colombiano.

## Biografía
Fue descendiente directo de José María Espinosa (1796–1883), pintor y miniaturista reconocido, abanderado de Nariño y pintor del Libertador Simón Bolívar; pero fue su abuelo paterno quien le enseñó a pintar. Apoyado en un saber ancestral, el niño se las ingeniaba para extraer tinturas vegetales con las cuales coloreaba sus primeras pinturas. En aquella región donde nació, su madre se desempeñaba como maestra de la comunidad indígena que predominaba en la zona.
Comenzó sus estudios de pintura en la Escuela Nacional de Bellas Artes de Bogotá, bajo la dirección del maestro Roberto Pizano. Estando allí, en el año de 1929 ganó por concurso, una beca otorgada por el gobierno colombiano, la cual lo llevó a París, a estudiar en la Académie Julian. Allí conoció a numerosos artistas destacados como Andre Derain, Kees van Dongen y Andre Petroff con quien tuvo una buena amistad.. 
En el año de 1933 el maestro Antonio María Valencia, pianista y compositor de renombre, quien dirigía el Conservatorio de Cali, creado por acuerdo n.º 32 del Concejo Municipal, propone iniciar una Escuela de Bellas Artes y decide llamar al joven maestro Jesús María Espinosa, quien regresaba de París.
En la sede frente al Teatro municipal, que hoy ocupa Pro-Artes, la Escuela de Artes Plásticas se funda oficialmente por ordenanza N.º 98 del año 1934 de la Asamblea del Departamento del Valle del Cauca. Se nombra como fundador y director de la misma al maestro Jesús María Espinosa Fernández. Se inician las clases de pintura dirigidas por Espinosa y más tarde se vincula el escultor palmirano Gerardo Navia Palomino para esa cátedra. 
"Además de la escuela de música, en 1934 ya había sido creado el programa de artes plásticas, a cargo del maestro Jesús María Espinosa. En 1955 fue fundada la escuela de teatro por el español Cayetano Luca de Tena y en 1997 fue creado el posgrado con la especialización en gerencia para las artes."
Poco tiempo después el artista yugoeslavo Roko Matjasic se traslada de Chile a nuestra Escuela para atender la cátedra de mural y teoría del color.
En el año de 1939 Bellas Artes se traslada con la Escuela de Música y Pintura a la sede del barrio Centenario.
El maestro Espinosa es reconocido nacional e internacional, como un artista integral que dominaba la técnica del óleo, el mural y la acuarela. Varios de sus discípulos han sobresalido como artistas muy importantes, entre ellos: Edgar Negret, Hernando Tejada, Otilia Hernández, Bernardino Labrada, Hernando Polo, Daniel Romero, Luis Aragón, Gustavo Rojas, Marino Tenorio, entre otros.
Espinosa dedica treinta años de su vida al proceso docente en Bellas Artes de Cali. La Escuela recibe su aporte en manifestaciones del arte clásico, impresionista y expresionista, lo cual deviene en innovadoras tendencias en la formación académica de la Institución. Espinosa muere en Cali, el 14 de julio de 1995 a los 86 años de edad.
El legado del Maestro Espinosa suscita en las siguientes generaciones, permanentes reflexiones para construir unas estructuras académicas integradas al desarrollo político, social y económico del país, lo que permite que la Escuela trascienda a una concepción filosófica contemporánea."
En abril del año 2021 se inaugura un plazoleta en su nombre como fundador de la Escuela de Artes Plásticas de la Ciudad de Cali, Colombia, con apoyo de la Secretaría de Cultura de la Gobernación del Valle del Cauca.

## Exposiciones
- 1929 - Becado para estudiar en la Escuela de Bellas Artes en Bogotá, bajo la dirección de Roberto Pizano.
- 1930 - Becado por el Gobierno de Colombia para estudiar en París, en la Académie Julian.
- 1934 - Por decreto n.º 98 de la Gobernación del Valle del Cauca, funda la Escuela de Artes Plásticas de Cali.
- 1955 - Premio en retrato del Salón de Artes Plásticas del Valle del Cauca.
- 1963 - Exposición individual Bellas Artes Cali.
- 1976 - Exposición de acuarelas Galería Eggen
- 1978 - Condecoración de Bellas Artes y Extensión Cultural, medalla al mérito.
- 1985 - Condecoración de Colcultura con el Calima de Oro.
- 1985 - Sala Jesús María Espinosa, artistas Vallecaucanos.
- 1987 - Exposición artistas Caucanos.
- 1988 - Exposición acuarelas y oleos, Galería Arte Moderno.
- 2015 - Obras de artistas docentes o egresados de la Escuela de Bellas Artes - Exhibición Museo la Tertulia, Cali.

## Galería
|               |                   |                                |                                                                                      |
| Lucero. Óleo. | El Guabito. Óleo. | Self-portrait. Dibujo a lápiz. | Placa Conmemorativa, Instituto de Bellas Artes en Cali - Colombia, a sus Fundadores. |